# Uvaria tortilis
Uvaria tortilis este o specie de plante angiosperme din genul Uvaria, familia Annonaceae, descrisă de Auguste Jean Baptiste Chevalier, John Hutchinson și John McEwan Dalziel. Conform Catalogue of Life specia Uvaria tortilis nu are subspecii cunoscute.